# Лаокоон
Лаокоон (на гръцки: Λαοκοων) в древногръцката митология, е троянски прорицател, жрец на Посейдон (или Аполон според други сведения). Прочут е с предупрежденията си към троянците да не внасят дървения кон, дар от уж прекратилите обсадата на Троя ахейци.

## Легендата
Когато троянците в недоумение и с нерешителност разглеждали оставения от ахейците дървен кон и предлагали да го внесат в града, Лаокоон яростно възразил, като ги предупреждавал за гръцкото коварство. Убеждавал съгражданите си да унищожат коня. Бил сигурен, че е някаква военна хитрост, измислена от Одисей. Скоро от морето се показали две огромни змии, които излезли на брега там, където Лаокоон заедно със синовете си принасял жертва на Посейдон. Змиите се нахвърлили върху синовете му и се обвили около тях. Притекъл им се на помощ баща им, но те се обвили и около него. Геройски се борил Лакоон със змиите, но отровата прониквала все по-дълбоко в телата им. Така загинал троянският жрец, виждайки ужасната смърт на своите невинни синове. След като го убили, змиите се скрили в храма на Атина. Троянците приели това като наказание на Лаокоон за непочитание към богинята и ѝ принесли в дар кон, и вкарали дървеното съоръжение в града, обричайки се на смърт.
В други източници, в т.ч. трагедията „Лаокоон“ на Софокъл, смъртта на Лаокоон се обяснява по друг начин: Аполон забранил на Лаокоон, бивш негов жрец, да встъпва в брак и да има деца, но Лаокоон нарушил забраната и даже съгрешил с жена си в самия храм на Аполон. Затова той бил наказан от боговете, като според един от вариантите на мита, змиите задушили само децата му и това станало в същия този храм на Аполон, където Лаокоон го оскърбил, а самият той останал жив, за да оплаква вечно съдбата си.

## Лаокоон в изкуството
Смъртта на Лаокоон е увековечена в монументалната статуя „Лаокоон и синовете му“, изработена от най-великите скулптори на Родос – Агесандър, Полидор и Атенодор. Тя е направена от един-единствен камък. Описана е от Плиний Стари в „Естествена история“. Намирала се е в двореца на император Тит. Статуята е намерена от италиански селянин през XV в. Изработена е около 175 – 150 г. пр.н.е. от мрамор, висока е 242 cm и сега се намира в Музея „Пио Клементино“ във Ватикана.
Има и прочуто платно, което увековечава битката на Лаокоон със змиите – „Лаокоон“ на Ел Греко. Рисувано е около 1610 г. Намира се в Националната галерия във Вашингтон.